# Inotești, Prahova
Inotești este un sat în comuna Colceag din județul Prahova, Muntenia, România.
Este cel mai populat sat al comunei. În zona acestei localități a fost descoperit un tezaur monetar dacic, cu monede care astăzi se găsesc la muzeul din București. Satul este situat la o distanță de 61 km nord de București, la 25 km est de Ploiești, 140 km vest de Galați si la 96 de kilometri sud-est de Brașov. Drumurile acestui sat il unesc cu satul Colceag si cu drumul national DN1B.

## Istoria
Prima atestare documentară datează din anul 1571, când Alexandru Mircea Voievod (1568-1577) a împărțit ocina unor oameni. Documentul precizează: "...si iarați să fie ocina lui Manea Neagul din Inotești, a șasea parte...".
Dupa anul 1840 localitatea este pomenită frecvent, devine stație de poștă, drumul Ploiești - Bucov - Inotești - Clondiru - Buzău.
Localul poștei din satul Inotești se găsea, în acea vreme, pe la mijlocul secolului al XIX-lea, pe locul unde se află în prezent un monument funerar, o cruce de piatră.